# Malá Hraštice
Malá Hraštice (en allemand : Klein Radisch) est une commune du district de Příbram, dans la région de Bohême-Centrale, en République tchèque. Sa population s'élevait à 1 042 habitants en 2020.

## Géographie
Malá Hraštice se trouve à 8,5 km à l'est-nord-est de Dobříš, à 23,5 km au nord-est de Příbram et à 33 km au sud-sud-ouest du centre de Prague.
La commune est limitée par Nová Ves pod Pleší au nord-ouest et au nord, par Velká Lečice à l'est, par Nový Knín au sud, et par Mokrovraty à l'ouest.

## Histoire
La première mention écrite de la localité date de 1454.

## Administration
La commune se compose de deux quartiers :
- Malá Hraštice
- Velká Hraštice

## Transports
Par la route, Malá Hraštice se trouve à 12,5 km de Dobříš, à 30 km de Příbram et à 38 km de Prague.